# Kessen
Kessen (決戦) est un jeu vidéo de tactique en temps réel développé et édité par Koei, sorti en 2000 sur PlayStation 2.

## Accueil
Le jeu a été globalement bien accueilli par la presse spécialisée.
- AllGame : 2,5/5[1]
- Edge : 7/10[2]
- Famitsu : 32/40[3]
- Game Informer : 8/10[4]
- GamePro : 2,5/5[5]
- Game Revolution : B[6]
- GameSpot : 7,4/10[7]
- GameSpy : 88 %[8]
- IGN : 8,1/10[9]
- Jeuxvideo.com : 14/20[10]